# 詹姆斯·史都華
詹姆斯·梅特蘭·史都華（英語：James Maitland Stewart，1908年5月20日—1997年7月2日），暱稱吉米·史都華，美國電影、電視、舞台劇演員、美國空軍准將。
詹姆斯·史都華以優異的成績畢業於普林斯頓大學建築系，身為一名才氣煥發的演員，其作品橫跨西部片、文藝片、脫線喜劇、家庭喜劇、懸疑片、傳記電影等。他是奧斯卡最佳男主角獎、奧斯卡終身成就獎、金球奖剧情类剧集最佳男主角、金球奬終身成就獎，及其他多數主要電影組織的終身成就獎得主。多部作品名列美國電影學會各類型百年最佳影片、美國國家電影保護局典藏。他在美國電影學會、美國娛樂周刊評選的百年百大電影名單中，都是出現最多次的主演演員。1999年，史都華被美國電影學會選為百年來最偉大的男演員第3名。
與其他巨星相形之下，詹姆斯·史都華更特殊的是：銀幕上下的他，幾近完美符合美國人心目中典型的中产阶级形象。。從熱愛家人朋友，誠懇篤實的小市民；到智勇雙全、無畏無私的愛國英雄。他端正、謙沖又親切的人格，受到普遍的敬重和喜愛。除了被暱稱「吉米·史都華」外，甚至還被形容為「美國的良心」（American conscience）。他活躍的年代大致涵蓋了好萊塢的黃金時期。吉米·史都華本人已經成為一種文化象徵，以及一個經典時代的傳奇化身。

## 生平

### 早年
詹姆斯·梅特蘭·史都華於1908年出生在美國賓夕法尼亞州印第安納郡，一個蘇格蘭後裔，基督教喀爾文教派長老會虔誠信仰的家庭。父亲毕业于普林斯顿大学，他讓兒女有同等機會受大學教育。詹姆斯·史都華是家中長子，有兩個妹妹。
父祖三代都經營五金行，家境富裕；而母親的音樂及美術素養，對三名子女的影響更大，音樂經常充滿了這個和樂的家庭。
童年時期的詹姆斯·史都華，一個害羞的小男孩，課餘的時間常躲在家裡的地下室做飛機模型、繪製機械設計圖、還有自己寫了劇本與妹妹們排演、以及在家鄉的默片戲院打工。家人主要希望他能夠繼承父業。他曾一度想要就讀海軍學院，希望能成為海軍飛行員，但未得到父親同意。
詹姆斯·史都華的中学毕业于梅瑟斯堡學院，1932年詹姆斯·史都華畢業於普林斯頓大學建築系。史都華的中學及大學時期，在學校社團都極為活躍，因為從小就專長演奏手風琴，所以加入學校的管弦樂團。他亦是美式足球隊、棒球隊、田徑隊隊員，擅長跳高、擲标枪，尤其更是長跑健將。他還是唱詩班及合唱團團員、童軍團成員及終身的支持者、年鑑的美術編輯、文學協會的成員，他也有寫詩的天份，並在多年後出版詩集。史都華的中學暑假曾在建築公司工讀、參與過鋪路及道路劃線的工作，另一個暑假他充當一名專業魔術師的助手。
詹姆斯·史都華在普林斯頓大學參加的社團，尚包括全美國聞名，至今已有一百多年歷史的話劇團普林斯頓三角俱樂部，以及歷史同樣悠久的普林斯頓美食社，他也是學校的啦啦隊隊長。史都華在建築系的成績依舊非常優異，擅長工程製圖及化學等科目，並且曾經以一篇機場設計的論文獲得獎學金。
在大學時期詹姆斯·史都華在話劇團已經當上主角，不过直到毕业以前史都华依然打算从事建筑行业。然而经济形势改变了他的决定，從史都華的大學時代開始，1929年开始的經濟大恐慌使得百業蕭條，即使是當時美國最熱門的建築業也不免受到影響。
不同於多數其他的演員，詹姆斯·史都華不但未曾上過戲劇學校，也沒上過任何表演專門的課程。他憑藉的，除了天份，再來就是學校社團的經驗。他在三角俱乐部時，認識長他一個年級的同學約書亞·羅根。由于没办法在建筑业找到工作，畢業几周後史都华受到羅根之邀，參與在马萨诸塞州鳕鱼角的一家夏季轮演剧场。在那里他参与演出的一部名为再次告别（Good-bye Again）的滑稽剧大获成功，得以在百老匯再次演出。並認識亨利·方達、瑪格麗特·蘇利文（先後成為亨利·方達與導演威廉·惠勒的第一任妻子），並結為朋友。
詹姆斯·史都華來到百老匯的數個月後，又成為舞台劇的主角，演出獲致成功，而且被當時的媒體加以報導。在1932年到1934年之間，這4位好友並肩為自己的夢想－以及經濟不景氣的壓力－而奮鬥著。之後羅根前往莫斯科進修，其後回到百老匯；蘇利文、史都華和方達，他們各有際遇，都到好萊塢發展。約書亞·羅根後來成為普立茲獎、東妮獎得主的舞台劇導演、史都華和方達皆是一代銀幕傳奇、瑪格麗特·蘇利文亦是1930年代、1940年代著名的一線女星。這些年輕人後來都在好萊塢星光大道上留名。

### 戰前

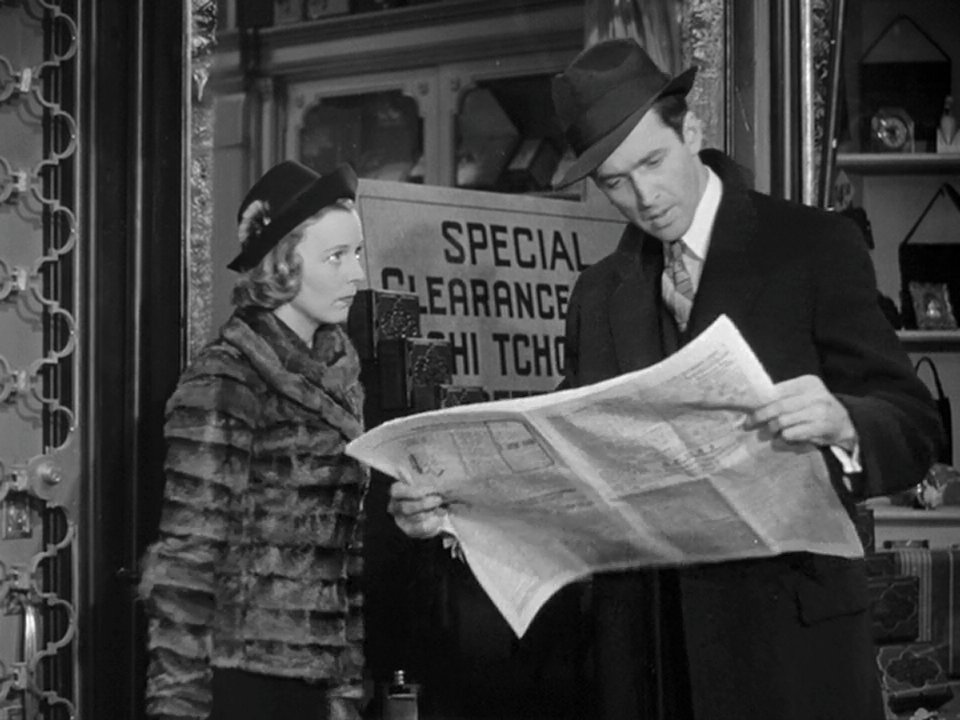
瑪格麗特·蘇利文及詹姆斯·史都華，《街角的商店》，1940年。

1934年史都华接到了米高梅以及20世纪福克斯的试镜，还曾在华纳兄弟的电影中露过面，不过华纳和福克斯都没有进一步接触史都华。在亨利方达的鼓动下，詹姆斯·史都華於1935年同米高梅公司签订了一份合约。这份合约的时间为7年，合约规定每周史都华可以获350美元的薪酬。史都華和方達從百老匯到好萊塢一直都是室友。熱衷於參加派對與跟小女星約會的亨利·方達，詫異的發現他的室友儘管頂著普林斯頓高材生的光環而頗受異性矚目。不過詹姆斯·史都華仍然很高興有進好萊塢的機會，以每週6到7天在製片場勤奮工作著。
起先，身高1米93，体重不到63公斤的詹姆斯·史都華大男孩般害羞、謙遜的個性、以及瘦高的身形，似乎一度成為職業上的阻礙。這段時間，據他所言，總是在當「大型電影的小角色及小型電影的大角色」。似乎米高梅没有为他找到合适的定位，1936年他参与了9部影片的演出，角色范围从害羞的水手直到精神病杀手。不过那部扮演杀手的影片，是史都華在大型影片得到的第一個戲份重的角色，片名为《迷霧重重》，是演員名單排名第三的配角。其實詹姆斯·史都華後來整個演員生涯，尤其在成名以後，就沒再演過反派。
1938年，詹姆斯·史都華被出借至米高梅的姊妹公司哥倫比亞電影公司，比史都華早兩年來到好萊塢的朋友瑪格麗特·蘇利文，在那裡稱讚他的才華；而導演法蘭克·卡普拉早在史都華還在飾演小角色時，就已注意到他的潛力，並且在即將拍攝的作品中，打消了原本要找克拉克·蓋博、賈利·古柏（他們當初也是卡普拉提拔的）等成名影星主演的念頭，決定重用這位新人。詹姆斯·史都華此後就晉升為大型電影的主角，與法蘭克·卡普拉展開數次成功的合作。他們的合作始於1938年、改編自普立茲獎作品、奧斯卡得獎的電影《浮生若夢》，一部經濟大恐慌時期溫暖人心、創下票房佳績、又有人生哲理內涵的喜劇片。法蘭克·卡普拉發現詹姆斯·史都華不但能夠充分理解自己所要詮釋的角色，並且幾乎不需要什麼指導，卡普拉後來稱讚史都華「可能是最出色的銀幕演員」、「已經到了不用表演的境界」。然而即使在詹姆斯·史都華開始名揚好萊塢，問鼎奧斯卡獎項時，他的父母仍舊反對他投身影界，在身為虔信教徒的老史都華夫婦的觀念中，他們憂慮兒子會在這個浮華、罪惡的電影之都學壞，並且一直試圖勸兒子回到他原本就可以從事的，體面、正派的職業。詹姆斯·史都華秘密的跑到歐洲旅行，以得到一段休息的時間，當他回到美國時，正值德國入侵波蘭，第二次世界大戰爆發。
在卡普拉1939年奧斯卡得獎的政治題材喜劇片《民主萬歲》中；詹姆斯·史都華出演一位曾經遭受威脅利誘，最後仍然勇敢揭發弊案的年輕參議員，初步確立了他正人君子的形象。出演本片时史都华极为认真，甚至吞下水银化合物以使得自己嗓音沙哑。此片在當時大受歡迎，至今仍聲名不減，被選在百年百大電影系列、以及美國國家電影保護局收藏。詹姆斯·史都華在此片真正成名，得到了第一次的奧斯卡最佳男主角提名，以及紐約影評人協會的最佳男主角獎。
1939年12月到1940年12月期间，史都华参与了三部电影的演出。分别是導演喬治·馬謝爾的《警探奇俠》，是史都華第一部西部片，女主角是瑪琳·黛德麗。劇中他是個行俠仗義但愛好和平的青年神槍手、一位西部大俠的後代。1940年與導演恩斯特·劉別謙合作的浪漫喜劇《街角的商店》；飾演女主角是他的朋友瑪格麗特·蘇利文；男女主角是相戀的筆友，卻不知道他們在現實生活中，其實是一起在商店工作、而且互相看不太順眼的同事。1940年詹姆斯·史都華與凱瑟琳·赫本、卡萊·葛倫主演喬治·丘克的經典脫線喜劇《舊歡新寵：費城故事》。史都華出演一名捲入別人多角戀愛鬧劇，為情所苦的記者，歌聲還不錯的他，在劇中有表現的機會。《舊歡新寵：費城故事》讓他以生動的演技拿到1941年的奧斯卡最佳男主角獎。此片在1956年被重拍為葛莉絲·凱莉主演的《上流社會》。詹姆斯·史都華把獎座寄回去他的家鄉，他所堅持的夢想終於得到雙親肯定，這座小金人在他父親開的五金行櫥窗裡放了25年。1940年，仍然处于米高梅合同期内的史都华被征召入伍，这是他人生中的一个重要分水嶺。在他入伍以前，已经拍摄了29部电影。

### 空軍英雄
飛行是吉米·史都華自幼的夢想，當他還是中學生時，用打工賺來的錢，以十五美元飞行十五分钟的价格租下的寇蒂斯雙翼機完成了首次飛行。1927年，25歲的查爾斯·林白飛越大西洋，19歲的史都華興奮的勤跑報館，打聽電報拍來的最新消息，並自製一架林白座機——聖路易精神號的模型，放在他父親的五金行店面櫥窗。整整30年後，史都華主演林白的傳記電影；32年後，詹姆斯·史都華與查爾斯·林白一樣都晉升為空軍准將。
早在從軍的數年前，史都華於事業起步階段就開始實現從小的夢想。他先後在1935年及1938年考取私人飛行執照以及商用飛行執照，截至戰前一共累積400多小時的飛行時數。史都華常駕駛飛機飛越整個北美大陸，從加州到賓州去探望父母──經由鐵路線的導引。
1939年，31歲的史都華與友人電影作曲家赫奇·卡爾邁基發起，與其他數位好萊塢人士，在亞利桑那州格蘭岱爾市，自行集資創辦「雷鳥」戰時飛行學校（Thunderbird Field）。這間飛行學校後來在第二次世界大戰期間，為美國、英國、加拿大、中國培育了超過1萬名飛行員。
從軍報國於詹姆斯·史都華來說並不遙遠。他的母系祖先參加過美國獨立戰爭、祖父和外祖父都參加過南北戰爭、父親參加過美西戰爭及第一次世界大戰，並成為年幼的吉米·史都華心目中的模範。虽然他的家人希望他成为一名步兵，但是史都华本人则渴望翱翔蓝天。早在1941年12月珍珠港事件爆發前，他已觀察到戰爭對國家的威脅一觸即發，因此前往洛杉矶美國陸軍航空隊的征兵站（美國陸軍航空軍的前身，後者又為美國空軍前身）請求入伍。
身高6呎3.5吋（191公分）的史都華，卻因體重過輕了5磅（2.27公斤）而遭拒。他向米高梅一位健美先生Don Loomis请教，此人以擅長隨心所欲控制自己的體重而聞名。他再次請求入伍，體重雖有增加，可是仍然過輕。經過又一次的請求，徵兵主官答應給他再量一次體重，這次以多了1盎司（28.35公克）通過了，後來史都華透露他有一個「朋友」在操作體重計！吉米·史都華在1941年3月入伍，新科奧斯卡影帝的他，成為第一位穿上軍服的影星，他的薪水也因此從週薪3000美元變成月薪21美元。
1941年3月22日，吉米·史都華以私人飞行员的身份参军，入伍後的吉米·史都華，謝拒所有軍方想到加諸於他的公眾宣傳形象，堅持要得到與所有入伍士兵相同的待遇。虽然已经有了400小时的飞行经验，但是要想达到陆军航空队的要求他还需要再积攒100个小时的经验。于是，史都华自费在附近的一个机场进行训练，日以繼夜的準備他的飛行考試、專業科目考試、以及成為軍官的學科考試。1942年1月19日，詹姆士·史都华以少尉起用。雖然詹姆斯·史都華有著優秀的飛行能力，上級起初仍不願新科奧斯卡影帝受到損傷。在将近两年的时间内，史都华都在后方担任教官。
在接下来的一年中，史都华学会了驾驶双引擎以及四引擎的重型飞机，同时获得了这两种飞机的飞行教官资格。1943年2月，不同于那些驾驶B-17走上战场的同僚，已经是中尉的史都华昇任上尉，调入第29训练大队，派往Gowen Field机场，教授双引擎及四引擎轰炸机的飞行。这包括AT-6、AT-9以及B-17空中堡壘式與B-24解放者式兩種重型轟炸機。接下来的几个月中，有传言说他将被取消飞行资格，以后将会拍摄宣传片以及贩售战争债券。而当时的史都华已经有了3000小时的飞行经验，并且是一位受人尊敬的领导。最终，上级经不住他的恳求，同意派遣他前往危险的欧洲前线。
1943年11月，史都華上尉隨第445轟炸大隊第703轟炸中隊駐在英國Tibenham，前往歐陸對納粹德國作戰，升為少校中隊作戰官。当时第8航空队的轰炸机执行任务时没有战斗机护航，每次飞行都充满了危险。有一次，在执行轰炸斯图加特的任务时，一枚88公厘高射炮彈擊中了史都华的飞机，在他两腿之间的座椅上打出一个洞。虽然下了飞机以后史都华冻得发紫，不过所幸毫发无伤。因为史都华的影迷太多，不执行任务的时候他也不敢前往伦敦，大部分时间都待在基地内。
1944年3月，已经执行了12次任务的史都華中校接任中隊長，然後調往新成立的第453轟炸大隊，擔任大隊作戰官，负责指挥48架B-24轰炸机并亲自担任飞行员。史都華中校在第453轟炸大隊領導過「不計其數」深入納粹佔領區的最危險任務，這一切都在他的命令下，在當時並未公開。他曾经飞达布伦瑞克、柏林、不来梅、法兰克福以及施韦因富特等地。他最值得骄傲的作战经历之一，是曾经引导1000架轰炸机执行轰炸柏林的任务。

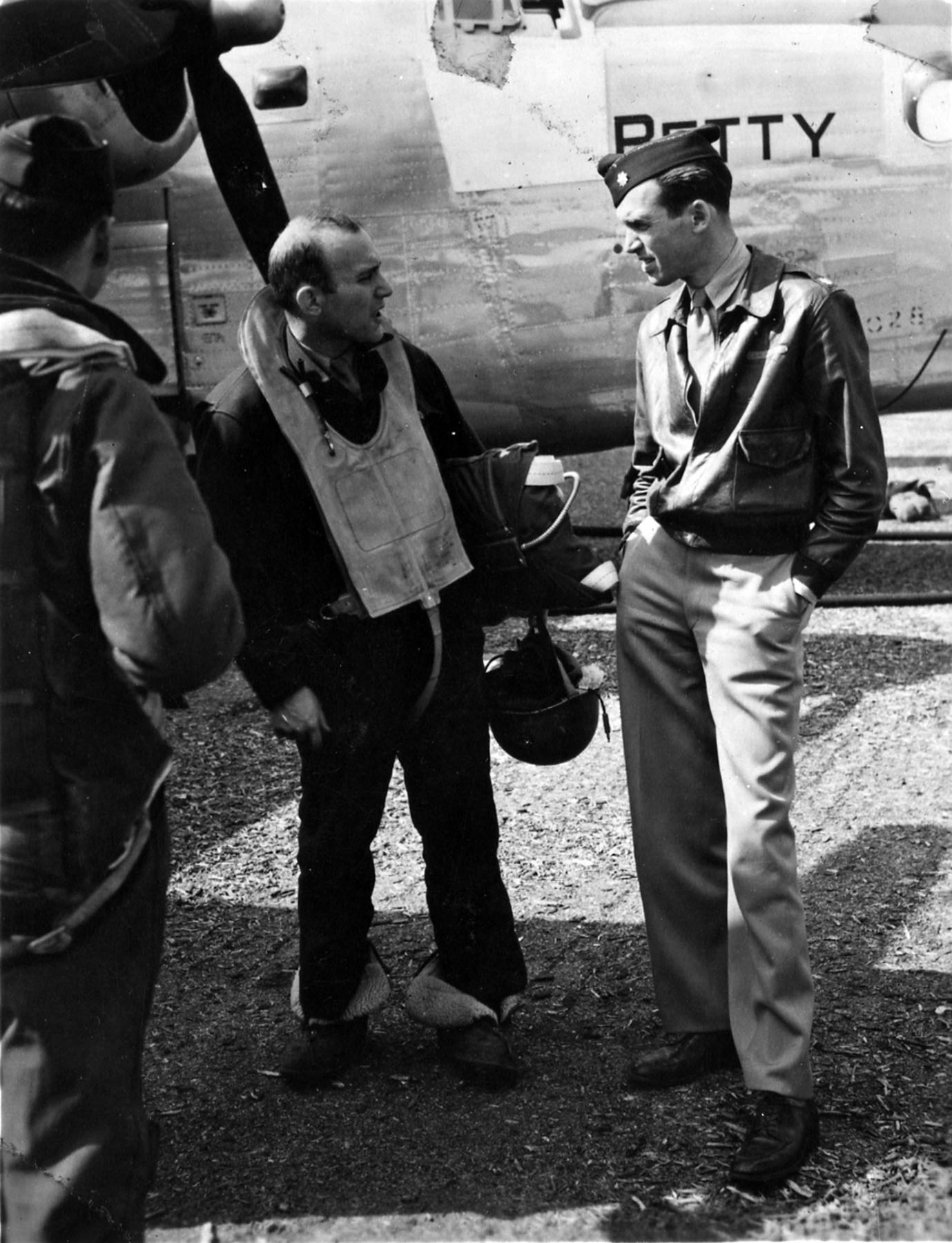
詹姆斯·史都華少校（右）與其機組成員，1943年。

吉米·史都華從軍時，父親寫給他一封信。在整個戰爭期間，他一直將這封家書放在他隨身的衣袋中，後來更終身保存著這封信。

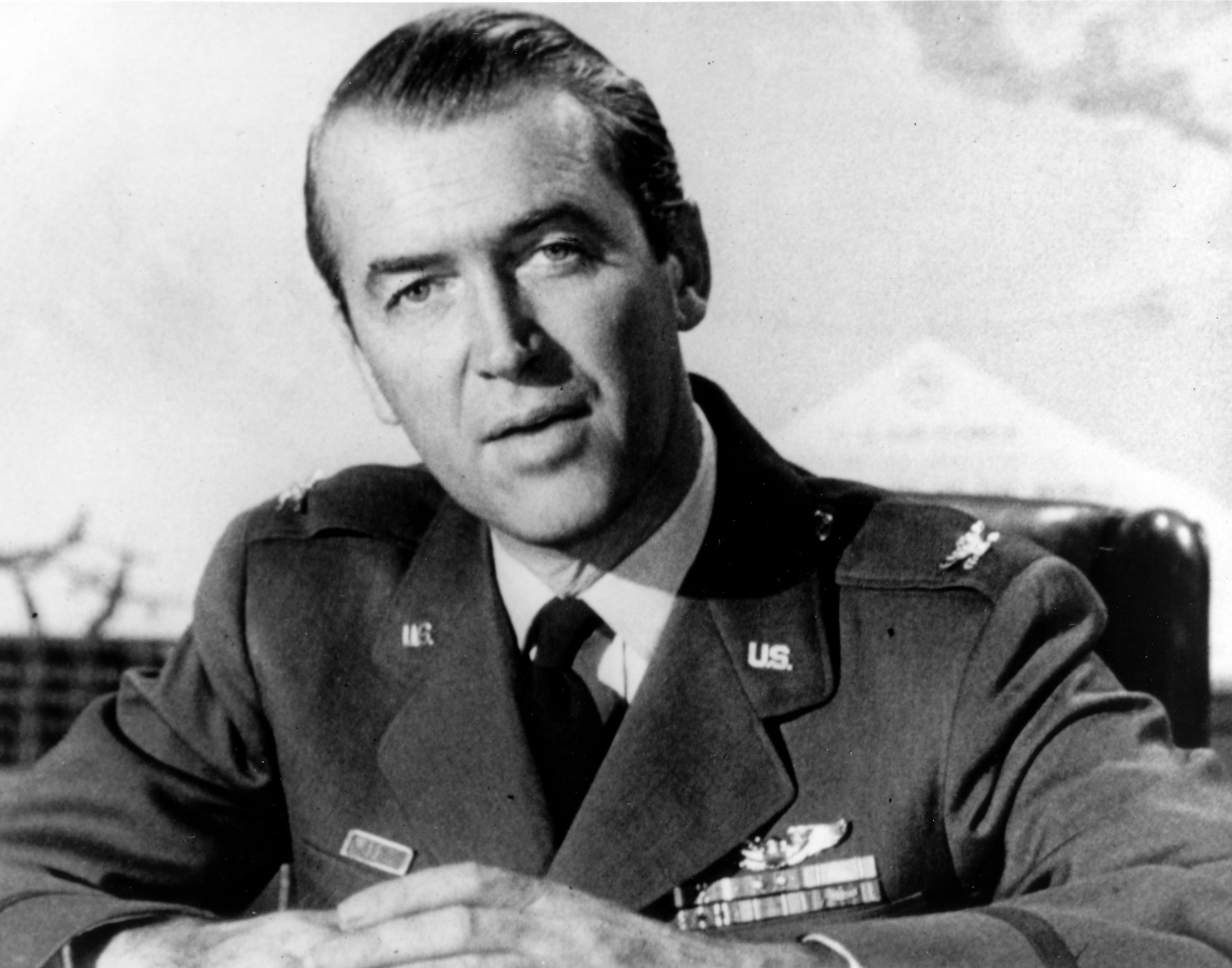
陸軍航空軍上校史都華，1944年

在某次轰炸柏林的过程中453大队损失了许多成员。深受打击的史都華在医院里待了几个星期，最终同意不再执行战斗任务。1944年夏，詹姆斯·史都華再升任陸軍航空軍第8航空隊第2戰鬥轟炸聯隊上校參謀主任暨聯隊作戰官。
史都華上校曾任軍事法庭的審判主席。1945年3月，發生了意外轟炸到中立國瑞士的蘇黎世一案，兩名飛行員及轟炸領航員被控失職。考量到當時惡劣的天氣，以及證實儀器故障是事件發生的主因，宣判被告無罪開釋。
詹姆斯·史都華因戰功彪炳，受頒优异服务勋章（美國陸軍及空軍第三高榮譽）、法國英勇十字榮譽勳章（與美軍第四高榮譽銀星勳章對等）、兩度得頒飛行優異十字勳章（由詹姆斯·杜立特將軍頒發）、四度得頒航空勳章、陸軍嘉獎獎章；以及本土防禦服役獎章、歐洲-非洲-中東作戰獎章、第二次世界大戰勝利紀念章；與後來的預備役服役獎章。

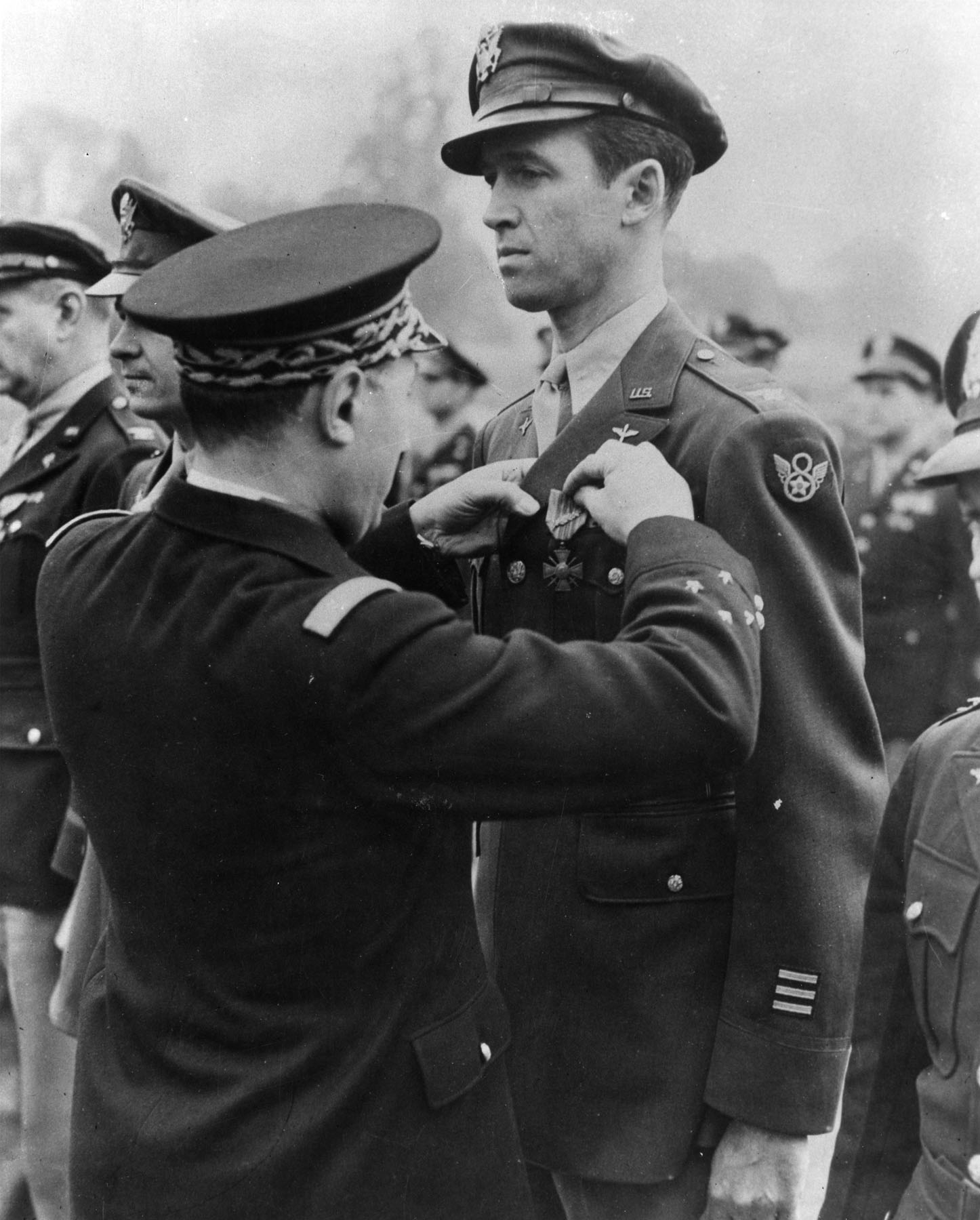
史都華上校以其解放法國戰役中的功績，獲頒法國英勇十字榮譽勳章。授勳者為法國空軍參謀長Henri Valin中將。

截至1945年返回美國時，史都華已累計1800多小時的戰時飛行時數。他從二等兵晉升至上校僅花了不到4年的時間，只有極少數的美國軍人有這樣快的晉升速度。
詹姆斯·史都華榮譽退役後轉預備役。他在1950年代前期，擔任喬治亞州道賓斯空軍預備役基地（Dobbins Air Reserve Base）指揮官。此後繼續取得B-36、B-47、以及B-52同溫層堡壘轟炸機的駕駛資格。史都華於1959年7月23日晉任准將。1966年，史都華准將自戰略空軍指揮部前往關島安德森空軍基地，他雖已過了飛行員年齡上限，仍以觀察員身分，完成一次13小時的B-52轟炸機對北越作戰任務（弧光行動）。史都華拒絕將這次任務公之於眾，因為他不希望當他盡一名預備役軍人應盡之責時，被當成是名人在作秀。在入伍27年以后，詹姆士·史都华于1968年5月31日从美国空军退役。1985年5月23日，罗纳德·里根总统授予他总统自由勋章，同时将他在退役名单中的军衔提升到了少将。
1942年，穿著飛行服的史都華中尉，為陸軍航空軍錄製愛國宣導短片《贏得你的飛行翼》（約翰·休斯頓中尉執導），這也是美國陸軍航空軍電影小組推出的首部作品。主要為大學生、高中生、以及社會青年解答加入陸軍航空軍的相關疑問。時任陸軍航空軍司令的亨利·阿諾德將軍，表示這部在2個星期內完成的短片成功招募到15萬名兵員，包括10萬名飛行員在內。1947年，史都華上校擔任陸軍航空軍二戰紀錄片《雷電！》的旁白（威廉·惠勒中校、約翰·司圖加上尉執導）。這部紀錄片主要敘述在1944年義大利攻防戰中，駐在科西嘉島的美國陸軍航空軍飛行員，成功阻斷軸心國軍對古斯塔夫防線及安濟奧灘頭的補給線。1961年，史都華准將再為美國空軍作X-15試驗機的介紹短片旁白。
史都華將軍於1968年除役。1983年，空軍選在詹姆斯·史都華75歲生日時，除了再次褒獎及祝賀以外，特地安排他與當年的同僚、部屬共聚一堂。他的昔日袍澤坦言，當他們最初還不了解史都華時，有些不太情願成為他的機組成員，因為史都華在下達命令時，「緊張、結結巴巴，有時有點猶豫」，但後來眾口一致的稱讚他們的史都華中隊長、聯隊參謀主任兼具智謀及膽略。
但是身為真實的空軍英雄，卻對他的軍旅生涯非常低調。當他戰後返鄉時，婉拒了英雄式的歡迎。他甚少提及其戰爭經歷、亦絕少願意拍戰爭片，這點在好萊塢一線男星中十分罕見。除了從軍期間，他應陸軍航空軍要求，錄製的愛國宣導影片以外，史都華終其一生92部作品中，只有2部戰爭片，甚至即使是這些戰爭片，也是省思災難而非讚頌英雄主義。或許這正是因為他將從軍視為責任，而非用來自誇的事蹟。

### 戰後

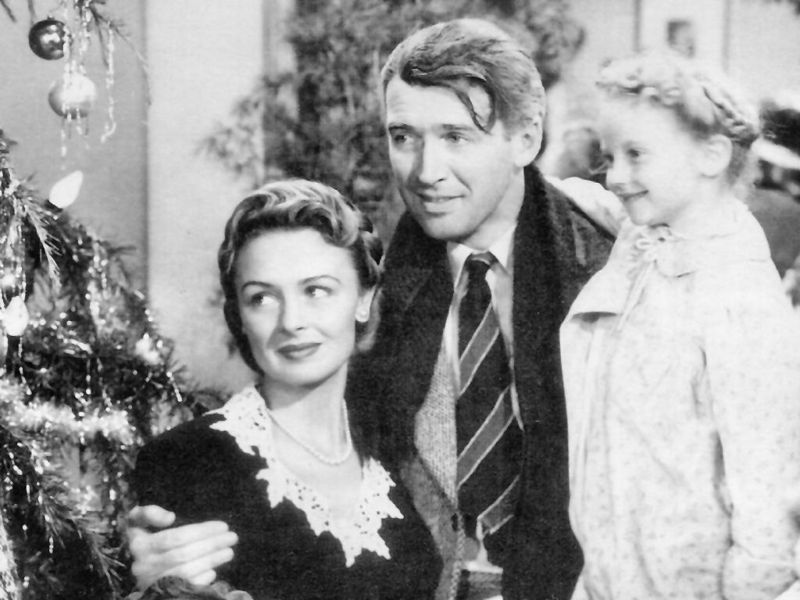
《風雲人物》劇照，1946年。

詹姆斯·史都華歷經戰爭的殘酷，一度對電影娛樂的價值感到懷疑，但這時再應卡普拉一通電話之邀，演出為他量身訂作的經典之作《風雲人物》。劇中主角到處有吉米·史都華的身影，例如設定與他同年紀，大學都主修建築，聽力都曾經受損（史都華聽力受損，是因為在空軍服役時，飛機引擎的強大噪音。他此後必須使用助聽器，到晚年幾乎完全失去聽覺）。吉米·史都華此時還未婚，但已能夠出色詮釋丈夫與父親的身份。他在《風雲人物》及《民主萬歲》的角色，被認為前後互相輝映，從此被視為一種「平民英雄」的典型。
《風雲人物》得到當屆奧斯卡獎項的5個提名，後世評價則又遠勝過當時，被美國電影學會的百年百大電影系列，名列百年來最偉大的影片之一，以及百年來最偉大的勵志電影。這部1946年的影片，至今在美國、英語系國家、以聖誕節為主要節慶的國家地區，已被公認是聖誕節必看的經典，在電視上、甚至在電影院一再重播。史都華表示風雲人物的主角是他生平演過最喜歡的角色，卡普拉也認為可以稱得上是他生平最佳作品，並再度讚譽史都華為「非凡的凡人」。1985年，當史都華得到奧斯卡終身成就獎時，曾對當時還健在的卡普拉，表示感謝法蘭克·卡普拉「慷慨、睿智的指引」、認為卡普拉「毫無疑問是我所知道最偉大的導演」。
哈利·杜魯門總統在看完《風雲人物》後，曾說：「如果貝絲和我有兒子的話，我們希望他就像吉米·史都華一樣」。1991年，冷戰結束，蘇聯解體。1992年，美國影片在俄國初次解禁，在鮑里斯·葉爾辛總統的首肯下，《風雲人物》這部結局眾人合唱蘇格蘭民謠友誼萬歲的影片，被選定於1月5日、東正教的聖誕節，在俄國播出的第一部美國電影。
《風雲人物》雖然在後世聲望日隆，在當年也得到5個奧斯卡獎項提名，包括史都華的最佳男主角。但是在當時票房普通、評價參差。法蘭克·卡普拉提前退休，新生代演員蜂起，許多與史都華同輩的演員，在此時事業多有衰退的現象。吉米·史都華甚至也開始懷疑起自己，經過四年軍旅生涯的耽擱後，演技是否還留著。他考慮過轉往航空工業發展，因為他本來就具有相關專業、亦是航空公司的投資商。父親則又主張他回到家鄉，並且催促兒子儘快結婚。後來吉米·史都華開始嘗試拓寬戲路，也曾經回到百老匯出演後來改拍為電影的舞台劇。他的突破最終獲得超越戰前的成就，在藝術與商業方面都成為真正的巨星，進入他一生發表電影作品的黃金時期。
戰前的吉米·史都華幾乎都出現在文藝喜劇片，形象往往是俊雅、正直、害羞的年輕人。評論多認為，兵凶戰危的經歷，反而讓史都華完全成熟。他在1949年成家、擁有遲來但美滿的婚姻。戰爭讓他從青澀靦腆，變得可以更「dark」與「hard」，使他勝任更複雜而具挑戰性的角色，戲路也從既有的文藝、喜劇，推廣到了驚悚、西部、傳記等類型影片。
詹姆斯·史都華在戰後回到好萊塢時，並未與米高梅續約。他成為最早的「自由演員」之一，不再受到導演及製片廠的限制，有更大的自由選擇想要嘗試的角色。後來在經典時期好萊塢的八大影業：米高梅、哥倫比亞、環球、雷電華、二十世紀福斯、派拉蒙、聯藝、華納兄弟等，都有吉米·史都華的多部電影。不過米高梅仍是史都華最稱許、也推出較多作品的製片廠。

### 1940年代後期及1950年代

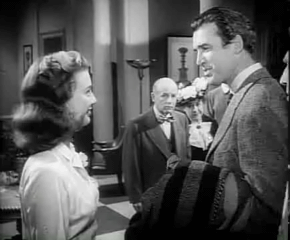
《迷離世界》，1950年。

1948年，詹姆斯·史都華演出奧斯卡得獎、紀錄片形式的犯罪劇情片《反案記》。他飾演一名記者，經過追根究柢的調查後，洗刷了一名被告謀殺警察的罪名。這是改編自經濟大恐慌時期，芝加哥著名的組織犯罪案件。1949年，他演出奧斯卡得獎的作品《淑女痴戀》（又譯《義肢投手》），女主角是有「銀幕上的好太太」之稱的瓊·愛麗遜，他們之後又合作了兩次。曾是學校棒球隊選手的史都華飾演殘而不廢、裝上義肢，美國職棒大聯盟投手Monty Stratton的傳記電影Eliot 2006，第236–239頁。此片雖被認為題材傳統，但仍受到歡迎，史都華亦得到Monty Stratton本人的稱譽。
1950年，吉米·史都華推出改編自普立茲獎名作的電影：亨利·柯斯特奧斯卡及金球獎得獎的《迷離世界》（Harvey）。片中與主角演對手戲的是一隻名字叫“Harvey”，兩公尺高、看不見的巨大白兔。這個構想源自於凱爾特神話中一種叫“pooka”的大白兔精靈。《迷離世界》名列百年百大喜劇電影，並且讓他又一次得到奧斯卡和金球獎最佳男主角提名。此片極其受到歡迎，之後在電視和舞台劇多次的重製演出；其中1970年的舞台劇重拍版本、1972年的電視電影重拍版本，是由史都華主演；之後還有其他演員主演的重拍版本。《迷離世界》被非常多之後的電影、動畫、電視影集引用；人類幻想的大白兔朋友Harvey從此在英語系國家變成一種典故。對吉米·史都華來說，他的影迷此後除了獻花以外，獻上小白兔玩偶的大有人在。
1950年，他演出有史實背景、金球獎得獎的賣座西部片《折箭為盟》，這片的特色是在它是二次戰後，第一部站在印第安人觀點的主要西部片。1952年，他在導演賽西爾·德米爾奧斯卡得獎、票房甚佳的《戲中之王》飾演一名喬裝改扮的小丑；其他主要演員還有卻爾登·希斯頓；鮑勃·霍普、平·克勞斯貝在此片客串；不過整部影片中，史都華始終未曾露出真面目。
1957年，在導演比利·懷德的傳記電影《壯志凌雲》（又譯《林白征空記》）。這部影片被選在百年百大勵志電影之列。他飾演首次單人不著陸橫越大西洋飛行的查爾斯·林白。
1958年，吉米·史都華和金·露華主演浪漫喜劇《奪情記》，其他主要演員還有傑克·李蒙；此片的電影攝影師是奧斯卡得獎的華人電影攝影師黃宗霑。該片及其電影配樂在當時受到歡迎。金·露華與史都華之前已在亞弗列德·希區考克的《迷魂記》中合作過。此時吉米·史都華已漸漸上了年紀，這是他最後一次主演愛情片。其後的主要作品型式轉向了家庭喜劇，或者延續他之前的懸疑、西部等題材。
1959年，他演出導演茂文·李洛埃的《聯邦調查局》。真實的美國聯邦調查局以及當時的約翰·胡佛局長，都有協助、或者干涉此片的製作過程。雖然衡諸當時國際情勢，《聯邦調查局》的性質，多少有些為政府機關做形象及政策宣傳的成份。但是由於本片主角及導演的盛名，以及這是早期對聯邦調查局寫實之作。因此此片依然留傳數十年至今。
1959年，詹姆斯·史都華晉升准將，他的父親在親見兒子官拜將軍之後不久過世，母親則在前幾年過世。1960年、1961年，好友瑪格麗特·蘇利文、賈利·古柏先後去世。直到史都華與仰慕已久的導演約翰·福特開始合作，才稍微緩解他此時的悲傷。

### 與希区柯克及曼的合作

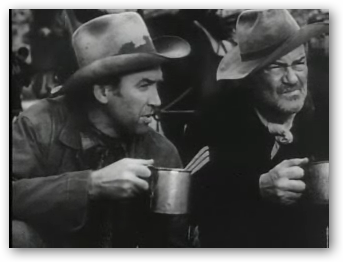
《無敵連環槍》，1950年。

從1940年代後期，到整個1950年代，史都華與導演阿尔弗雷德·希区柯克及導演安東尼·曼分別都展開一連串精彩的合作。1950年到1955年間，他與安東尼·曼推出一系列西部片：《無敵連環槍》（1950）、《怒河》（1952）、《血泊飛車》（1953）、《遠鄉》（1955）、《血戰蛇江》（1955），在當時及現在的美國，都是膾炙人口的西部片。在经纪人利兰·海沃德的帮助下，詹姆斯·史都華在此時同环球电影公司达成合约，成為有声电影时代第一位爭取到電影票房抽成的演員，至今已被引為常例。
《無敵連環槍》以1873年研發、美國西部經典的溫徹斯特來福槍為名。《怒河》以1847年西部篷車隊為背景。《遠鄉》是西部片中極少見，以1896年阿拉斯加克隆代克淘金潮為主題。在《血戰蛇江》中，史都華有一段長達90秒、被馬拖著跑的危險動作，他在這段鏡頭拒絕使用替身。反映1860年代南北戰爭戰後社會問題的《血泊飛車》在國家電影保護局收藏之列，也得到知名電影歷史學家如李奧納德·馬丁等人的推崇。吉米·史都華在安東尼·曼一系列西部片中的角色各異，但共通的形象是一名為過去所困擾的男子，在遭遇艱難險阻之際，尋求救贖的過程。
1953年的《霹靂灣風雲》，是一部以二次戰後為背景，被認為將西部精神貫注於現代，石油探勘的冒險故事。1955年的《戰略空軍》是吉米·史都華一生之中少見的戰爭片，闡述戰略空軍指揮部在冷戰時期的角色，片中情節與他的自身經歷有著共通之處，都是空軍預備役軍官；此片合作的女主角也是裘·艾莉森。1953年，推出奧斯卡得獎、巨大票房成功的《葛倫米勒傳》，是爵士樂搖擺大樂團（Big band swing）作曲家兼指揮家葛倫·米勒的傳記電影；女主角再次是裘·艾莉森；爵士樂演奏家兼歌手路易斯·阿姆斯壯等人，親自在此片客串；這是一部結合電影與音樂藝術的經典之作。

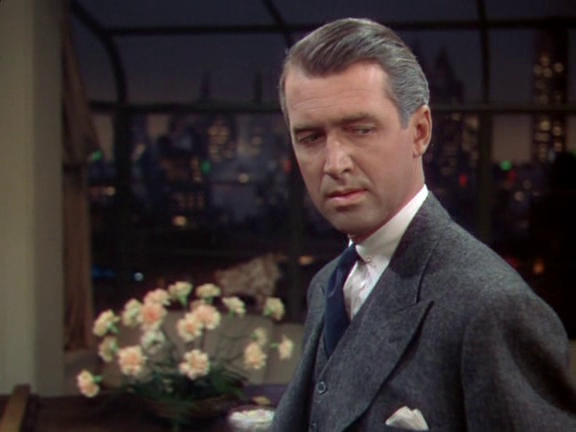
《奪魂索》，1948年。

1948年到1958年之間，詹姆斯·史都華與阿尔弗雷德·希区柯克合作的四部經典驚悚片：《奪魂索》（1948）、《後窗》（1954）、《擒凶記》（1956）、《迷魂記》（又譯《迷情記》）（1958）。風格前衛的《奪魂索》是希區考克第一部彩色影片，帶有高度實驗及創新性質；親切、害羞的青年史都華在這裡搖身一變，成為一位睿智、機警、偏激的灰髮哲學教授，識破他的兩名同性戀高材生策劃的謀殺案。奧斯卡得獎的《擒凶記》是重製希區考克在1934年的同名作品；女主角是著名歌手兼演員桃樂絲·黛；此片的電影主題曲為英語歌曲之經典。
《奪魂索》的編劇亞瑟·勞倫斯、以及飾演兩名同性戀學生的約翰·道爾、法利·葛倫格，在現實中是公開的同性戀者。亞瑟·勞倫斯及法利·葛倫格在當時且是情人。據亞瑟·勞倫斯在其著述中，對此片他感到非常有趣的回憶道，詹姆斯·史都華雖然是最重要主角，對於這部電影劇裡劇外的同志意涵、甚至他的角色本身也隱然有同志傾向，竟然始終沒有察覺。
《後窗》、《迷魂記》在現在被認為是希區考克的顛峰之作，在國家電影保護局收藏，以及名列美國電影學會百年來最偉大的電影系列，歷來對《迷魂記》及《後窗》分析的專書、專文汗牛充棟。《後窗》是與葛莉絲·凱莉搭檔；吉米·史都華在其中細膩豐富的表情、舉止、演技，扣人心弦至極；。《迷魂記》的女主角是金·露華；此片在英國電影學會的期刊《畫面與音響》，於1992年及2002年，分別被選為史上最偉大的電影第四名及第二名、以及被美國電影學會評為百年來最偉大的懸疑電影，影片的多處創意亦經常被後人挪用。
《迷魂記》雖然在現在被廣泛評價為史上最偉大的電影之一，但是除了希區考克和史都華分別得到1958年聖塞瓦斯提安國際影展的最佳導演獎及最佳男主角獎以外，在當年的票房及影評普遍並不如意。希區考克在失望之餘歸咎於史都華「太老」，在下一部影片《北西北》卻找了比史都華更「老」了4歲的加利·格兰特主演，同樣失望的史都華後來沒再與希區考克合作，不過此後他們還是會同時出現在公開場合並坐在一起。其實《北西北》也是葛倫與希區考克的最後一次合作，史都華及格兰特都分別與希區考克推出過4部作品。

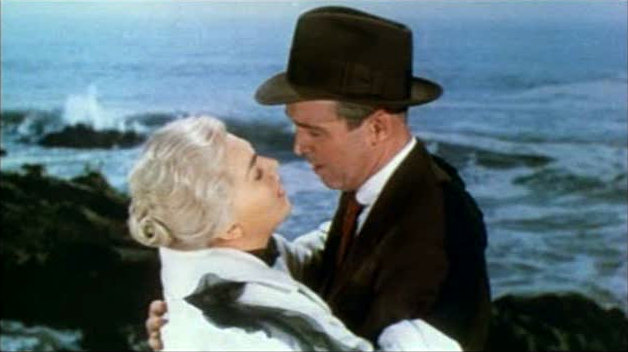
《迷魂記》，1958年。

### 1960年代
1960年，詹姆斯·史都華以導演奧圖·普萊明傑1959年的《桃色血案》，得到第五次奧斯卡最佳男主角提名、紐約影評人協會獎最佳男主角、及威尼斯影展最佳男主角獎。由於片中涉及強暴殺人案，因此擔任律師的主角，其台詞包括有關性行為的敏感詞句，是普萊明傑借重史都華正人君子的形象，成功挑戰當時電影尺度的作品。1989年，《桃色血案》被美國律師協會評選為史上最偉大的12部法庭推理電影之一。2008年，再度名列美國電影學會的百年來十大法庭劇情電影。
1960年，詹姆斯·史都華尚有另一部作品《山路》，也是他一生之中少見的戰爭片，以中國抗日戰爭為背景。雖然這部影片並不是史都華最著名的作品之一，但是合作的女主角、中國女演員盧燕卻是在此第一次受到美國電影界矚目。
1962年，吉米·史都華演出亨利·柯斯特的家庭喜劇片《渡假留香》，此片改編自小說，是全家人一起去渡假的混亂和趣事；女主角是演員兼歌手瑪琳·奧哈拉，並有當時其他著名歌手客串。吉米·史都華得到金球獎最佳男主角提名，和柏林影展最佳男主角獎。該片推出後在美國國內外極受歡迎，到現在還會在電視重播。
1965年，史都華主演經典災難片《凤凰劫》（The Flight of the Phoenix），此片是改編自小說，描述飛機在沙漠中心墜毀，機上乘客如何掙扎自救的過程。空軍英雄的詹姆斯·史都華正是演出飛機的機長。這片在2004年重製為類似片名的電影《鳳凰號》（Flight of the Phoenix），由丹尼斯·奎德主演。新片與經典老片類似，但是由撒哈拉沙漠改成戈壁沙漠。
1965年和1966年，史都華推出兩部受歡迎程度不減的後期主演作品，《聖拿河之戰》及《原野豪傑》；前者的配角之一是史都華的好友約翰·韋恩的兒子帕特里克·韦恩；後者的女主角再次是瑪琳·奧哈拉。瑪琳·奧哈拉與史都華一直維持著友誼，在一封史都華給奧哈拉的書信中，寫道：「葛蘿莉亞與我都祝妳身體健康、事業成功」。
以南北戰爭為故事背景的《聖拿河之戰》，以人道主義觀點描述居住在南北邊境的一位鄉紳及其家庭，在戰亂中遭受的災難及重建家園的情況，並有感人的結局。此片上映時值1965年越戰期間，再次反映詹姆斯·史都華是盡責的預備役軍官，但絕非好戰人士。

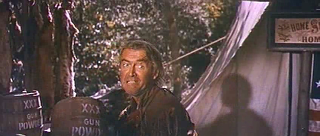
《西部開拓史》，1962年。

1960年代起，吉米·史都華與導演約翰·福特有過四次西部片的合作。從1961年的《麥凱警長》開始，他飾演一名粗魯、醉酒、其實十分聰明，通印第安語言的西部執法官。1962年的《雙虎屠龍》，詹姆斯·史都華和當時已和約翰·福特合作近二十次的約翰·韋恩聯合主演。《雙虎屠龍》是美國國家電影保護局的典藏作品，被認為是約翰·福特的其一巔峰之作；雖然54歲的史都華被認為不太適合扮演「青年」律師，不過該片因為經典的故事題材、還有兩大巨星，在當時十分受歡迎，直到現在仍一再在電視重播、也是出租片市場的熱門。比較不尋常的安排是，在電影海報及預告片中，史都華的肖像及姓名均排在韋恩之上；而電影正片裡，韋恩的姓名則出現在史都華之前。
1962年，長篇壯觀史詩鉅作，奧斯卡得獎，國家電影保護局收藏的《西部開拓史》，三位導演是約翰·福特、亨利·海瑟威、喬治·馬謝爾，列名主演的演員多達24位，詹姆斯·史都華、約翰·韋恩、亨利·方達、葛雷哥萊·畢克、史賓塞·屈賽（擔任旁白）等都列名其中。史都華在預告片中位列所有演員之前，飾演一位形象粗獷但愛好和平，悠遊於原始西部山林的探險家。《西部開拓史》得到巨大的票房成功，後來也曾重新上映過。1964年的電影《安邦定國誌》，是約翰·福特生平最後第二部作品，也是最後一部西部片；史都華演出懷特·厄普警長（1848年~1929年），這是在美國家喻戶曉，西部歷史傳奇人物之一。
詹姆斯·史都華與約翰·福特在共事的過程中，並未能像約翰·福特與約翰·韋恩、或者像史都華與韋恩那麼合拍、並且具有長期深厚的交情。但是史都華與福特仍然互相尊重、也願意繼續合作，一共完成了四件作品，直到約翰·福特的最後一部西部片為止。史都華認為福特是他最景仰的導演之一。約翰·福特稱讚吉米·史都華：「他扮演他自己，但是他也扮演他的角色，他擅長每一件事情」。

### 晚年
1970年代以後，吉米·史都華只在電影中偶爾客串，逐漸從電影轉向電視節目，包括演出電視電影、影集，還有出現在電視節目，有時妻兒也一起上節目。其中他在1973年到1974年主演的電視影集《Hawkins》得到金球獎最佳男主角獎；他飾演一名律師，調查他所接手的案件。他也在1971年到1972年的電視影集《The Jimmy Stewart Show》中，演出一名小鎮上的大學教授。1972年，吉米·史都華主演他在1950年作品《迷離世界》的電視電影重拍版本。1976年，他在朋友約翰·韋恩生平最後一部作品、西部片《神槍手》（The Shootist）中客串。1976年，他在空難影片《航暴死亡角》（Airport '77），客串一名參與搜救工作的慈善家。
1980年代，70多歲的詹姆斯·史都華繼續在多部電影及電視客串，形象多是慈祥的老祖父，史都華表示他不喜歡「色情、褻瀆、暴力的劇本」。1983年，史都華與貝蒂·戴維斯合演電視電影：《正確之路》（Right of Way），是其最後一次正式演出。其後詹姆斯·史都華就退休以陪伴家人、多次被好友隆納·雷根總統邀至白宮作客。1991年，史都華在史蒂芬·史匹柏執導的西部卡通動畫片：《美国鼠谭第二集》（An American Tail: Fievel Goes West）裡面，為年高德劭的狗警長“Wylie Burp”（名字取自懷特·厄普）配音，這是他最後一次演出。
1970年代及1980年代，吉米·史都華固定出現在強尼·卡森的電視談話節目《Tonight Show》，定期發表自己在一生之中不同時期的詩作，獲得正面的迴響。1989年，他還出版詩集《Jimmy Stewart and His Poems》。
文武全才的詹姆斯·史都華同時亦是好萊塢最機敏的實業家之一。他從1950年代初期至1960年代中期，成為票房收入最高前十名的影星，其中1955年位居第一名；數十年來，史都華投資房地產、石油開採、航空業都十分成功，也是一家包租飛機公司的董事。他變得非常富有。史都華曾出資創辦戰時的飛行學校、捐款興建教堂、以及慈善公益事業等。
詹姆斯·史都華支持過的政治人物有隆納·雷根，加州州長、參議員喬治·杜克邁吉恩，首席大法官沃倫·伯格等。
詹姆斯·史都華受妻子影響，也熱衷於園藝，並十分有心得。夫婦多次在《Tonight Show》節目上，一起分享經驗談。史都華早年曾經參加狩獵活動，但是他感到後悔，毀棄了打獵紀念品，轉而與妻子在環保概念還不流行的當時，致力於維護動物權益、以及野生動物保育，他也長期捐款支持洛杉磯動物園。
有航空及建築設計專業知識的吉米·史都華，延續從小的興趣，和有美術才能的好友亨利·方達，喜歡一起設計製造飛機模型。
1982年，史都華的終身摯友亨利·方達在一償夙願、也得到了奧斯卡最佳男主角獎的半年後去世。一個月後，史都華的另一位朋友、摩納哥王妃葛莉絲·凱莉去世。1988年，與他在普林斯頓大學相互砥礪的約書亞·羅根去世。1991年，誼同師友的法蘭克·卡普拉以94歲高齡過世。
1988年，史都華於80大壽時返鄉。這段期間，他的賓州家鄉小鎮湧進了兩倍於該地居民的訪客。當被問及希望如何被後世記得，他回答：「一個深信勤勉工作，熱愛國家、家庭、社區的人」（believed in hard work and love of country, love of family and love of community）。
1994年2月16日，與吉米·史都華結褵44年的愛妻葛蘿莉亞，因為肺癌去世，享年76歲，此後史都華的健康加速惡化，他的朋友都說他長期沉浸在傷慟之中。1996年底，他的心律調整器電池到期，但是史都華拒絕動手術更換，並囑咐兒女一切順其自然。在他生命中的最後幾個月，他通常獨處、坐在床上看電視、在庭院裡看著妻子手植的花木，極少與外界聯繫，非常平靜的為離開人世做準備。1997年7月2日，詹姆斯·史都華因肺栓塞及心臟衰竭謝世，享年89歲，臨終前最後一句話是“我現在要隨葛蘿莉亞去了”（I'm going to be with Gloria now.）。

## 傳奇
詹姆斯·史都華身後倍極哀榮，總統比爾·柯林頓形容他的離去是「美國今天痛失國寶」（America lost a national treasure today），盛讚他是「偉大的演員、紳士、與愛國者」。（Jimmy Stewart was a great actor, a gentleman and a patriot.）。美國空軍儀隊在他的葬禮鳴禮槍二十一響致敬。與《風雲人物》的結局一樣，葬禮的尾聲眾人齊唱“友誼萬歲”，為謝幕的吉米·史都華送別。
1985年，美國影藝學院選在吉米·史都華從影五十週年，頒給他奧斯卡終身成就獎，全體觀眾起立、熱烈鼓掌達十分鐘之久，得獎理由是「為他50年來令人印象深刻的表演，為他銀幕上下都是完美的典型，影響了合作過的人，並得到了他們的敬重」。史都華亦得到金球獎（1965年）、美國演員工會（影視演員協會）（1969年）、美國電影學會（1980年）、柏林影展（1982年）、甘迺迪藝術中心（1983年）、美國電影評議會（1990年）、美國國家影院業主協會（1990年）、林肯表演藝術中心（1990年）、棕櫚泉國際電影節（1992年）等組織的終身成就獎。
當史都華獲頒奧斯卡終身成就獎及長達十分鐘的掌聲時，當時亦已功成名就的後進導演史蒂芬·史匹柏也在場。史匹柏事後表示「與史都華同處一室時必須謙卑」，因為如此的崇敬他。
吉米·史都華曾受邀在好萊塢大道中國大劇院前留下手印及留言。
史都華在好萊塢星光大道有屬於他的星，還曾經被偷走過，現在已被重新安裝上去，位於洛杉磯好萊塢藤街（Vine Street）1708號。

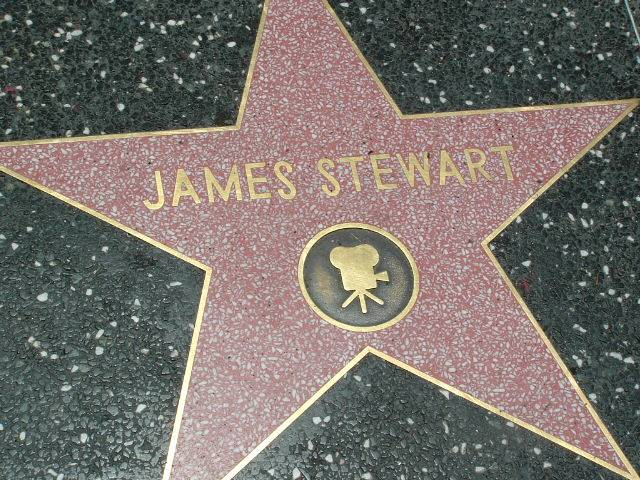
好萊塢星光大道上的星。

1967年，吉米·史都華得到賓夕法尼亞州專門頒發給優秀表演藝術人士的獎項「The Pennsylvania Award for Excellence in the Performing Arts」。
1971年，哈佛大學戲劇社「速食布丁劇團」（Hasty Pudding Theatricals）頒給他「年度風雲男性獎」（Hasty Pudding Man of the Year）。
位於奧克拉荷馬州奧克拉荷馬市的國立牛仔與西部史蹟博物館，將吉米·史都華列入西部演員的展覽廳。該館並進一步頒給他“The Wrangler”獎座。1985年，史都華得到專為頒發給優秀西部片演員的金靴獎。
史都華賓州印第安納郡的家鄉，在他出生長大的房屋原址設立紀念碑。為了表彰這位「小鎮男孩」對慈善公益事業的貢獻，以及他璀璨的一生，設立了「吉米·史都華展覽館」（The Jimmy Stewart Museum），該館不僅發揮了對學生的歷史教育、品格教育的功能，也頒發「Harvey獎」（The Harvey Award，以他主演電影《迷離世界》中的大白兔精靈為名）給像詹姆斯·史都華一般從事人道主義工作、熱愛家庭與故土的影劇界人士。原本史都華的謙遜，使他婉謝在賓州故鄉建立紀念館的計畫，直到了解可以為家鄉帶來觀光資源、幫助家鄉發展後才應允。該紀念館雖然位於鄉村小鎮，目前已經成為全郡主要的觀光景點。兩座高於真人大小，玻璃纖維環保材質的塑像，分別放置紀念館前與郡政府前。另外有一座郡機場以他命名為：「印第安納郡-吉米·史都華機場」。
1947年，詹姆斯·史都華被母校普林斯頓大學授與榮譽學位。1959年至1963年間，他擔任普林斯頓校友會理事。1990年，普林斯頓大學因為史都華傑出的公益服務事蹟，頒給他該校校友的最高榮譽：「Woodrow Wilson獎」。1997年，普林斯頓以1932年畢業的校友詹姆斯·史都華，將校內一座劇院命名為「詹姆斯·M·史都華'32劇院」。
史都華少年時曾參加童軍團，其後成為童軍服務員團長及終身的支持者。他曾被美國童軍（Boy Scouts of America）頒給成年人的最高榮譽，在美國聲望甚高的銀水牛獎。一個以他命名，表揚傑出童軍的獎項：「詹姆斯·M·史都華優良品德獎」（James M. Stewart Good Citizenship Award），於2003年開始頒發。
1945年，當時還是陸軍航空軍上校的詹姆斯·史都華，成為在美國影響深遠的《生活雜誌》的封面人物，該雜誌並對他進行專訪。巧合的是，史都華在1954年的經典作品《後窗》中，演出《生活雜誌》的一位攝影記者。
1971年，詹姆斯·史都華成為美國首屈一指的電視雜誌《電視指南》的封面人物。
位於俄亥俄州代頓市（萊特兄弟的故鄉）的國立美國空軍博物館，展覽詹姆斯·史都華將軍的事蹟，以及他在當第703轟炸中隊中隊長時，所穿過的飛行夾克，夾克前襟仍繡有中隊隊徽。
由於詹姆斯·史都華曾被派往英國服勤，至今在英國劍橋近郊Duxford的皇家戰爭博物館，其中的美國空軍展覽館內，也陳列他所穿過的軍服。
1985年，詹姆斯·史都華獲頒美國平民最高榮譽：總統自由勳章。
1998年，吉米·史都華逝世週年時，在洛杉磯的格里斐斯公園內，市政府設置了紀念他的旗桿與銘碑。田徑好手的史都華，從1982年開始，在那裡主持一年一度的“吉米·史都華馬拉松”，這項活動至今仍由洛杉磯市政府按時舉辦。
2007年，吉米·史都華逝世十週年時，位於華盛頓特區的博林空軍基地（Bolling Air Force Base），將一座電影院重新命名為「吉米·史都華准將劇院」。這間劇院重新命名後，第一部放映的影片是史都華還是陸軍航空軍中尉時，為陸航隊錄製的一段十分鐘的募兵廣告。
2007年，美國郵政管理局發行了紀念吉米·史都華的郵票及紀念套張郵票，並由環球影業在洛杉磯好萊塢舉行紀念儀式。
2008年5月20日，詹姆斯·史都華世紀誕辰，透納經典電影頻道於當日24小時全天候放映其電影作品，計12部。
2008年5月20日，前美國影藝學院主席希德·甘尼斯（Sid Ganis）撰文紀念詹姆斯·史都華的百歲誕辰。
2008年5月23日，加州大學洛杉磯分校電影暨電視檔案館、會同美國影藝學院，在洛杉磯西木區舉辦名為「來自天堂的形象：詹姆斯·史都華百年紀念」（The Picture Starts in Heaven: James Stewart's Centennial）的一系列電影作品特展。
2008年5月24日，詹姆斯·史都華世紀誕辰當週的星期六，他的家鄉以當天名為「世紀節慶日」（Centennial Festival Day），主要於郡政府及吉米·史都華展覽館，舉辦一系列的慶祝活動。活動包括吉米·史都華生活用品的展覽；歷年來影迷送給吉米·史都華禮物的特展──從筆記本上撕下來的詩、小白兔玩偶、到鴕鳥蛋；美國童軍、當地小學，都準備了祝賀的節目及活動；美國空軍在當天舉行飛行表演；美國空軍管樂隊及其他樂團亦參與演出；史都華的電影作品放映；慶祝活動也準備了裝飾有小白兔精靈「Harvey」的生日蛋糕。
2008年6月12日，美國影藝學院在比佛利山主持「詹姆斯·史都華世紀禮讚」（A Centennial Tribute to James Stewart），節目包括影片剪輯放映、邀請史都華的家人、朋友、同事的出席訪談，並作為5月23日開始的影展的閉幕式。
美國空軍民防航空巡邏隊第223大隊的混成中隊，以詹姆斯·史都華命名，稱「吉米·史都華將軍中隊」。
以吉米·史都華為名的獎項「The Jimmy Stewart Memorial Crystal Heart Award」，專為頒發給優秀的學生導演。

## 個人生活
青年時期的吉米·史都華，曾經戀慕老朋友兼合作女星瑪格麗特·蘇利文，但蘇利文嫁給他的老友亨利·方達，離婚後又一再改嫁旁人。未婚的吉米·史都華在1934年、1938年、1939年有過3任女友，分別是亨利·方達牽線、離婚的琴吉·羅傑斯；大他8歲、丈夫剛去世的诺玛·希拉；大他7歲、與丈夫分居多年的合作女星瑪琳·黛德麗，很快都沒有結果，對方都是一生風流韻事不斷的女子。1940年代初，或許曾與未婚的奧麗維亞·德哈維蘭交往過，於史都華從軍後就沒有下文。此後史都華7、8年的影劇、軍旅生涯，亦即他三十幾歲的大部分時期，就維持著孤家寡人的單身生活。
1949年，41歲的詹姆斯·史都華，與31歲、相同宗教背景、受過良好教育的葛蘿莉亞·哈翠克（Gloria Hatrick）在相識一年後結婚，婚禮在先前他捐款興建的長老會教堂舉行。儘管曾被媒體評為好萊塢最有價值的單身漢，吉米·史都華得到未來妻子青睞的時間點卻是在他一生職業生涯相對低潮的時期、取得重大突破的前一兩年。此後史都華依舊喜歡羞怯且自嘲地提及他的求婚：「我..我..我那天晚上向她提出了這個大問題，沒想到她..她..她居然答應了！」。（I, I, I pitched the big question to her last night and to my surprise she, she, she said yes!）
詹姆斯·史都華收養了妻子與前夫所生的兩個兒子，麥可·麥克林（Michael McLean）與羅納德·麥克林（Ronald McLean），當時分別是5歲及2歲，對他們視若己出，稱他們為「我的兒子」。1951年，史都華暫停大部分的工作，以陪伴懷孕的妻子。夫婦倆育有一對雙胞胎女兒：茱蒂（Judy）與凱莉（Kelly）。此後吉米·史都華就以一家六口的照片，做為寄給親友的聖誕卡。
婚後的詹姆斯·史都華是花邊新聞的絕緣體，他對妻子始終恩愛忠誠，與緋聞、外遇、離婚事件層出不窮的其他好萊塢眾男星相形之下，顯得十分難能可貴。他的兩個妹妹，都是當時不多見的婚後職業婦女。史都華的繼子羅納德·麥克林海軍陸戰隊中尉於越戰時陣亡，得年24歲。女兒凱莉·史都華博士現任加州大學戴維斯分校人類學系教授。
由於愛妻喜歡園藝及飼養小動物，史都華就買下他們鄰戶的房地，把那裡原本的屋子拆除，將自家的庭院擴建出去，就在他們那座英國莊園造型、都鐸式的雅潔住宅前面。然而在另一方面，吉米·史都華開的車、日常衣著等，都相當簡樸，總是自己帶了飯盒到片場去，凡此又再次與其他好萊塢影星大相逕庭；史都華在所有的西部片，都戴同一頂他自己的牛仔帽。導演安東尼·曼開始注意到這一點，十幾年後，導演約翰·福特看到的還是同一頂帽子，福特也抱怨他不肯更換那頂翻了毛的牛仔帽，不過史都華依然故我。詹姆斯·史都華歷年來持續致力於慈善公益活動，對居住地加州及故鄉賓州的貢獻尤多，例如在洛杉磯聖莫尼卡、聖約翰健康中心兒童與家庭發展部門一處的捐款即以數百萬美元計。

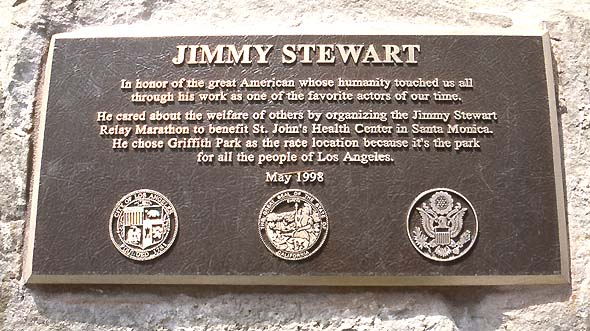
洛杉磯格里斐斯公園內，市政府設立紀念銘碑以表彰史都華的人道精神。

吉米·史都華夫妻與鄰居相處融洽，常與左鄰右舍分享他們自己種的番茄，但是卻盡量避開好萊塢名流的社交圈。被史都華視如己出的繼子麥可·麥克林回憶，父母以基督教長老教會的美德教養他，使他覺得自己實在不像在比佛利山莊長大的。女兒凱莉·史都華回憶她的父親教導她「我希望妳總是要善待每一個人」，她也回憶詹姆斯·史都華非常注重保護家人隱私、從不把工作帶進家門，對她而言，詹姆斯·史都華只是爸爸，因此直到有一次陪同父親參加一項慈善公益活動，才因為數千名擁擠而尖叫的影迷而大為驚訝。
早期和吉米·史都華共事的女星瓊·克勞馥稱讚他「討人喜歡的完美主義者」，又說「他有一種滑稽有趣的幽默感，而且還會害羞的看看你對他的幽默有沒有反應」。《風雲人物》的女主角唐娜·瑞德，形容與吉米·史都華合作的情形：「他演得實在太自然、逼真了，我總是分不清他是真的在跟我講話，還是正在排演電影」，她觀察「他是所有我合作過的演員中最高標準要求的」。《雙虎屠龍》中的非裔演員伍迪·斯特羅德稱讚他：「找遍世界各地所能遇到最好的人之一」。曾和史都華在西部片搭檔的女主角珍妮特·李評論：「他是頂尖的...，他是我所見過惟一一位，即使不扮演英雄，也會讓你喜歡他的演員」、又說：「他是個真正的紳士」。越戰時期與詹姆斯·史都華一起出任務的空軍上尉飛行員亦表示：「史都華准將與我們同飛是件榮幸與極好的經驗，他個人的確就是他在許多影片所演繹的那位紳士 」。
吉米·史都華個性溫和、謙沖、風趣、言談舉止斯文有禮，並且被認為是外和內剛、及真正的專業。他溫和的性情，以及虔誠的喀爾文教派信仰並不因此限制其寬廣的戲路。他與同時期的許多其他著名影星如賈利·古柏（1901年~1961年）、鮑勃·霍普（1903年~2003年）、隆納·雷根（1911年~2004年）、約翰·韋恩（1907年~1979年）、亨利·方達等人都有良好的交誼。吉米·史都華與他的愛妻，當初是由賈利·古柏所介紹認識的。1961年，古柏因攝護腺癌病危，史都華代其領取奧斯卡終身成就獎，並發表感人的演說。他與法蘭克·卡普拉、約翰·福特、約翰·韋恩、鮑勃·霍普、卻爾登·希斯頓、隆納·雷根等人，政治意見俱十分投合。他和鮑勃·霍普曾兩度搭檔主持1946年及1958年的奧斯卡金像獎頒獎典禮。
瑪格麗特·蘇利文是最早欣賞、推薦、並鼓勵年輕的吉米·史都華建立自信、保持個人獨特風格的知己。儘管蘇利文始終沒有回應史都華的愛慕，他們是一生的朋友。也因為如此，當瑪格麗特·蘇利文因為多次婚姻皆不和諧，無法將電影角色與現實生活分開，加上因病失去大部分聽覺、以及長期的憂鬱症，於1950年代提前淡出影壇，最後在1960年服下過量安眠藥輕生，將悲傷與遺憾留給她的朋友。
吉米·史都華與亨利·方達在學生時代都當過童軍，從紐約到洛杉磯都一起租屋當室友，同一年到好萊塢闖天下，此後持續長達數十年終身不渝的友誼。他們曾不只一次被迫與對方競爭－例如同時喜歡瑪格麗特·蘇利文－又例如在1940年都得到奧斯卡最佳男主角提名－可是兩人的友情歷久而彌堅。在電影《西部開拓史》中，也設定他們兩人在劇情中是老朋友（雖然在片中他們並未同時出現）。史都華會彈奏手風琴，方達會吹奏小喇叭，他們會互相伴奏來表示他們的友誼。只是史都華與方達分別為忠實的美國共和黨與民主黨支持者。1947年，個性溫文有禮的吉米·史都華，竟也因為政治而與亨利·方達劇烈爭執，甚至揮拳相向，不過兩人之後又言歸於好，並且從此再也不談政治。據他們兩人各自的子女回憶，兩位老朋友除了工作以外，最喜歡默不作聲的一起做飛機模型。

## 得獎及評價

### 軍職及文職勳獎
- 優異服務勳章（Distinguished Service Medal）
- 法國英勇十字榮譽勳章（French Croix de Guerre with Palm）
- 飛行優異十字勳章（Distinguished Flying Cross with Oak Leaf Cluster）（兩度得獎）
- 航空勳章（Air Medal with 3 Oak Leaf Clusters）（四度得獎）
- 陸軍嘉獎獎章（Army Commendation Medal）
- 本土防禦服役獎章（American Defense Service Medal）
- 歐洲-非洲-中東作戰獎章（European-African-Middle Eastern Campaign Medal with 3 Service Stars）（三枚服役星章）
- 第二次世界大戰勝利獎章（World War II Victory Medal）
- 預備役服役獎章（Armed Forces Reserve Medal）
- 總統自由勳章（Presidential Medal of Freedom）

## 相關書目
- Eliot, Mark. . New York: Random House. 2006. ISBN 9781400052226.
- Smith, Starr. . St. Paul, Minnesota: Zenith Press. 2005. ISBN 076032199X.
- Dewey, Donald. . Atlanta: Turner Publishing. 1996. ISBN 1570362270.
- Wright, Stuart J（2004年）An Emotional Gauntlet: From Life in Peacetime America to the War in European Skies- A History of 453rd Bomb Group Crews（交叉火網中的真情：從承平時期的美國生活到戰爭時期的歐洲上空－第453轟炸大隊機組成員歷史），出版社：Milwaukee, Wisconsin: University of Wisconsin Press，ISBN 0-29920-520-7.
- Thomas, Tony（1988年）A Wonderful Life: The Films and Career of James Stewart（風雲人物：詹姆斯·史都華的電影及生涯），出版社：Secaucus, New Jersey: Citadel Press，ISBN 0-8065-1081-1.
- Robbins, Jhan（1985年）Everybody's Man: A Biography of Jimmy Stewart（平易近人：吉米·史都華的傳記），出版社：New York: G.P. Putnam's Sons，ISBN 0-399-12973-1.
- Cox, Stephen（2003年）It's a Wonderful Life: A Memory Book（風雲人物：回顧集），出版社：Nashville, Tennessee: Cumberland House，ISBN 1-58182-337-1.
- Pickard, Roy（1992年）Jimmy Stewart: A Life in Film（吉米·史都華：電影生涯），出版社：New York: St. Martin's Press，ISBN 0-312-08828-0.
- Coe, Jonathan（1994年）James Stewart: Leading Man（詹姆斯·史都華：男主角），出版社：London: Bloomsbury，ISBN 0-7475-1574-3.
- Jones, Ken D., McClure, Arthur F. and Twomey, Alfred E. The Films of James Stewart，期刊：New York: Castle Books, 1970年.
- Beaver, Jim. James Stewart，期刊：Films in Review, October 1980年.
- Prendergast, Tom and Sara, eds（2000年）"Stewart, James" St. James Encyclopedia of Popular Culture, 5th edition，（聖詹姆士大眾文化百科全書），出版社：London: St. James Press，ISBN 1-55862-529-1.
- Collins, Thomas W. Jr. "Stewart, James." American National Biography Online，（美國國家線上傳記 Archive.today的存檔，存档日期2013-07-05）, Access date: 18 February 2007.
- Prendergast, Tom and Sara, eds（2000年）"Stewart, James" International Dictionary of Films and Filmmakers, 4th edition，（國際電影及製片人辭典），出版社：London: St. James Press，ISBN 1-55862-450-3.
- McGowan, Helene（1992年）James Stewart（詹姆斯·史都華），出版社：London: Bison Group，ISBN 0-86124-925-9.

## 外部連結
- 國立美國空軍博物館：詹姆斯·M·史都華准將
- 吉米·史都華展覽館官方網站 （页面存档备份，存于）
- HistoryNet:詹姆斯·史都華將軍的越戰經歷 Archive.today的存檔，存档日期2013-07-08
- CNN於吉米·史都華去世時新聞：
Hollywood legend Jimmy Stewart dead at 89[永久]
- 總統自由勳章：吉米·史都華 （页面存档备份，存于）
- 影迷網站 （页面存档备份，存于）
- 甘迺迪藝術中心：詹姆斯·史都華傳略
- 部分電影作品及劇照
- MovieActors.com：詹姆斯·史都華
- ClassicMovies：吉米·史都華
- 英國電影學會的專訪
- 普林斯頓大學新聞：Princeton to Honor Famed Alumnus
 Jimmy Stewart '32 With Tribute and Theater Dedication （页面存档备份，存于）
- 史都華與昔日袍澤共度其75歲生日
- 詹姆斯·史都華在互联网电影资料库（IMDb）上的資料（英文）
- TCM电影资料库上詹姆斯·史都華的资料（英文）
- 互聯網百老匯資料庫（IBDB）上詹姆斯·史都華的資料（英文）